# Teatro Comunale dei Rinnovati
Le Teatro Comunale dei Rinnovati est un théâtre situé dans le Palazzo Pubblico de Sienne, accessible par le Cortile del Podestà depuis la place d'Il Campo. Il s'agit du théâtre le plus important de la région (549 sièges) qui accueille en août la Settimana Musicale Chigiana.

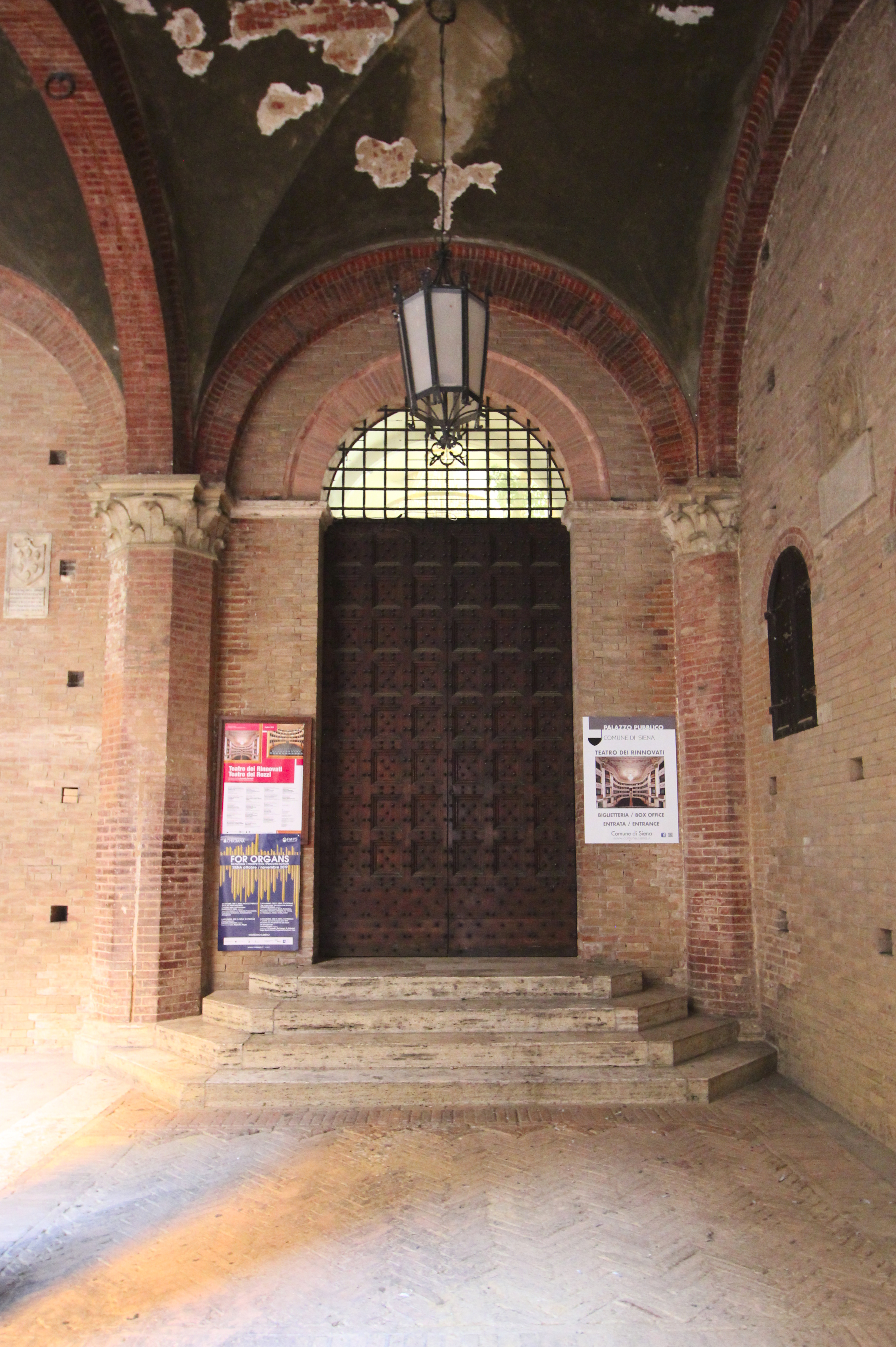
Le Teatro dei Rinnovati de Sienne

## Historique
Installé dans la  Sala del Consiglio édifiée au  XIVe siècle sur l'arrière du Palazzo Pubblico où Charles Quint reçut en 1536 une célébration solennelle, la salle fut adaptée aux spectacles, avec scène et galerie, en 1530 par Bartolomeo Neroni dit Le Riccio. Après une première administration par l'Accademia dei Filomati, elle fut confiée ensuite à celle des Intronati, et reconstruite en 1647 par une  structure en bois plus stable, par l'architecte Carlo Fontana.
Le nouveau théâtre, avec son plan en U et 107 loges sur quatre niveaux, est inauguré en 1670 avec L'Argia, un opéra dramatique. En 1742, le théâtre, détruit par le feu, est reconstruit et inauguré en juillet 1750 avec l’Adriano in Siria. Un an après un nouvel incendie nécessite une rénovation plus importante. Après la restauration de la toiture réalisée par Giuseppe Ruggieri, la direction du théâtre rénové est confiée à  Antonio Bibiena. En juillet 1753, le théâtre a été rouvert avec la mise en scène de Tito Manlio del Salvi, et demeure un exemple du théâtre à l'italienne néo-classique.
En 1798, un tremblement de terre l'endommage gravement. L'Académie des Intronati vend alors le théâtre,  acheté en 1800 par l'Accademia dei Rinnovati qui restaure le plafond et équipe le théâtre de locaux pour son activité académique. Au XIXe siècle, le théâtre subit diverses interventions, essentiellement sur la loge royale, la scène et les vestiaires. Les décorations intérieures sont renouvelées à plusieurs reprises. Fermé en 1927, le théâtre est vendu à la ville en 1935. Le Conseil municipal, avec le financement de la Monte dei Paschi di Siena, effectue des travaux de consolidation de l'édifice et de protection contre les risques d'incendie.
La dernière rénovation notable des lieux date de 2009,.